# Tutankhamuns kläder
Tutankhamuns kläder rekonstruerades inför en världsomspännande utställning om den gamle faraons liv.
Arbetet inleddes 1992 av den engelska kostymhistorikern Gillian Vogelsang-Eastwood. Målet var att skapa rekonstruktioner av Tutankhamons kläder (död 1339 f.Kr.) Man använde de fynd som legat orörda i 70 år, sedan 1922, då arkeologen Howard Carter öppnade den 3 400 år gamla graven. I ett samarbete mellan Högskolan i Borås och det lokala näringslivet arbetade Christina Rinaldo med sina studenter vidare med Gillians första rekonstruktioner. Allt var klart till invigningen i oktober 1999.
Som förlaga användes delvis förmultnade tygrester men det största problemet var att kunna återskapa så tunna trådar som hade använts. Linnetyget var vävt med 100 trådar per centimeter både i varp och inslag, en häpnadsväckande täthet. Genom kontakter med ett italienskt spinneri kunde man få fram sju rullar extremt fint lingarn (130 meter garn per gram). I Japan lyckades man få hjälp med färgning av den blå nyansen på lingarnet.
Vid utställningen visades 32 plagg ur Tutankhamons garderob, bland anna tunikor, höftskynken, leopardskinn och huvudbonader i framför allt tre färger; rött, blått och vitt.
Efter att ha vandrat runt i fyra år i Europa, USA och Afrika (Alexandria i Egypten) återvände kläderna till Borås där de köpts av Textilhistoriska sällskapet i Borås. Sällskapet skänkte kläderna till Textilmuseet i Borås, och Borås kommunfullmäktige beslutade på sitt sammanträde den 25 februari 2010 att ta emot donationen.